# Közép-Ázsia
Közép-Ázsia Ázsia hatalmas, szárazfölddel körülvett régiója. A területnek különféle definíciói léteznek, nincs egy egyetemesen elfogadott meghatározása. Ez a terület keresztútként szolgált az emberek, árucikkek és eszmék mozgásában Európa, a Közel-Kelet, Dél- és Kelet-Ázsia között.

## Államai

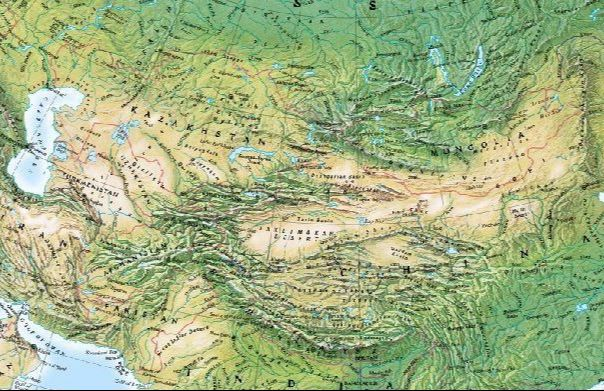
Közép-Ázsia földrajzi térképe

Leggyakrabban ezeket az országokat sorolják Közép-Ázsiához:
- Kazahsztán
- Kirgizisztán
- Tádzsikisztán
- Türkmenisztán
- Üzbegisztán

Afganisztánt általában szintén Közép-Ázsiához sorolják, az ENSZ beosztása szerint azonban Dél-Ázsia része.
Közép-Ázsiát Mongóliával, Kína nyugati felével és Tibettel együtt Belső-Ázsiának is nevezik.

## Földrajz

Közép-Ázsia geográfiai térképe mai országhatárokkal

Közép-Ázsia etnikai térképe

Közép-Ázsia igen változatos topográfiai képződményekben, köztük magas fennsíkok és hegyek (Tien-san), hatalmas sivatagok (Kara-kum, Kizil-kum, Takla-Makán), és fátlan, füves sztyeppék is megtalálhatók.
A Góbi a Pamír lábától a Khingannek hegyig terjed.
Közép-Ázsiában a következő földrajzi szélsőségek vannak :
- A föld legészakibb sivataga Bőrög Delín Elsz homokdűnéi Mongóliában
- A föld legrövidebb távolsága sivatag és örök fagy között: 770 kilométer.

Az itt élő népek nagy része állattenyésztéssel foglalkozik. Az ipari tevékenység a régió városaiba tömörül.
A régió főbb folyói az Amu-darja, a Szir-darja és a Hari Rud, legnagyobb tavai az Aral-tó és Balkas-tó.
A víz rendkívül értékes erőforrás a szárazsággal küzdő Közép-Ázsiában, és a jövőben jelentős nemzetközi vitákhoz vezethet.

## Történelem

### Őskor
Közép-Ázsia régészeti emlékei iránt a 19. század végén ébredt fel az európai tudomány érdeklődése. A. V. Komarov, a térség orosz főkormányzója, az 1880-as évek elején kisebb ásatásokat indított az Aşgabat közelében fekvő Anau település környékén. Kiderült, hogy a falutól északra levő dombok őskori maradványokat rejtenek. Eredményeire felfigyelvén, amerikai régészek egy csoportja, Raphael Pumpelly vezetése alatt, 1903–1904-ben gondos munkával feltárta az anaui oázis két dombját.
Pumpelly annak idején az indoeurópai (árja) népek vándorlásaira keresett magyarázatot. Az ásatások révén a mezőgazdaság keletkezésének okait is vizsgálni kényszerült. Úgy találta, hogy az anaui oázis növénytermelő és állattenyésztő kultúrája helyi eredetű, elszigetelten, külső hatások nélkül jött létre. A pleisztocén végi általános szárazság (deszikkáció) a mindeddig vadászatból és gyűjtögetésből élő lakosságot az oázisokba terelte. A hasznos növényekben és állatokban gazdag oázisok növekvő népessége fokozatosan megtanulta a növénytermesztést és állattenyésztést, majd amikor az oázis már nem volt képes eltartani az így még inkább növekvő népességet, megkezdődött és huzamosabb ideig folyamatos volt a fölösleg elvándorlása. Pumpelly ásatásai óta Anau kulcsfontosságú lelőhelynek számított az újkőkorral foglalkozó tanulmányokban.
A régészeti ásatásokat a második világháború után V. M Maszon régész irányította. Régészeti eredményei alapján a térség újkőkori civilizációját Dzsejtun-kultúrá-nak nevezik.
- Lásd még:Dzsejtun

### Későbbi korszakok

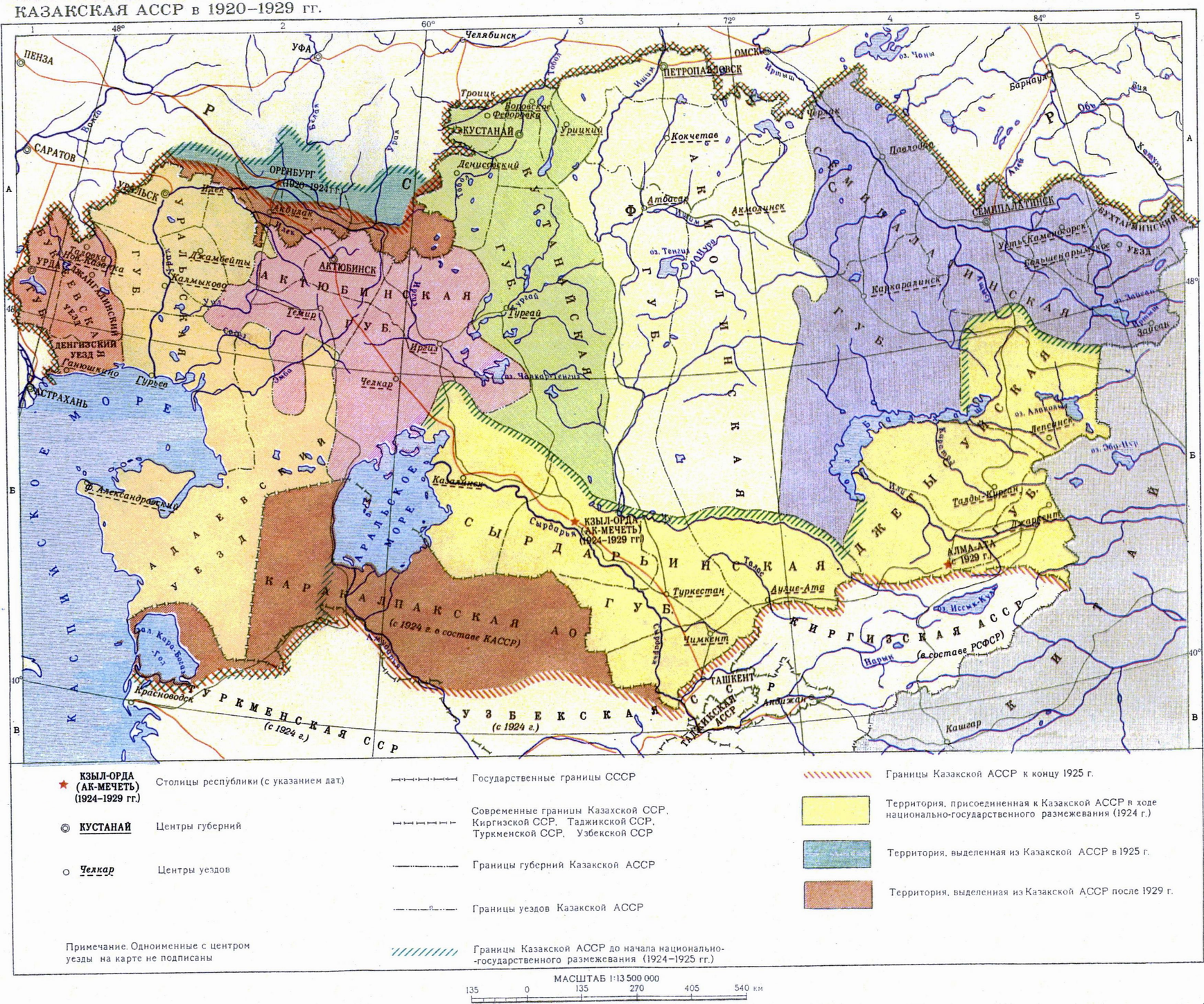
Közép-Ázsia 1925–1929 között

Közép-Ázsia történelmét meghatározta a terület éghajlata és földrajza. A régió szárazsága nehézzé tette a mezőgazdaságot, a tengertől való távolsága pedig elvágta a fő kereskedelmi útvonalaktól. Így kevés jelentős város fejlődött a régióban és a területet évezredekig a sztyeppék lovas nomád népei, az úgynevezett sztyeppei népek uralták.
A sztyeppei népek és a környező letelepedett népek közötti kapcsolatot Közép-Ázsiában régóta konfliktus jellemezte.
A nomád életmód jól alkalmazkodott hadviseléshez és a sztyeppék lovasaiból lettek a katonailag legerősebb népek a világon.
A nomádok uralkodásának a 16. században a lőfegyverekkel rendelkező letelepedett népek támadása vetett véget, akik átvették a régió irányítását. Oroszország, Kína, és a más hatalmak a régió felé terjeszkedtek és a 19. század végéig elfoglalták Közép-Ázsia nagy részét.
1906-ban és 1909-ben a fiatal földrajztudós, Prinz Gyula járt itt, aki főleg a Tien-sant és környékét vizsgálta, ezzel eltüntetve a terület térképének fehér foltjait.
Az 1917-es októberi orosz forradalom után a közép-ázsiai területeket beolvasztották a Szovjetunióba. Mongólia független maradt, de szovjet szatellitállam lett.
Közép-Ázsia szovjet területein fejlődött az infrastruktúra, a területet iparosították, de a sztálinista diktatúra több százezer áldozatot szedő terrorja, a helyi kultúrák utána is folytatódó elnyomása, a sikertelen kollektivizálási programok, az etnikai feszültségek és a környezetszennyezés miatt a problémák tartósan fennmaradtak.
A Szovjetunió összeomlásával öt ország nyerte el függetlenségét. Az új államokban azonban általában a korábbi kommunista pártelit jutott hatalomra. Az új köztársaságok közül egyiket sem lehet működő demokráciáknak nevezni, a legfejlettebb ma e téren Kirgizisztán.

## Népesség

### Etnikai, nyelvi, vallási megoszlás
Az iszlám a leggyakoribb vallás. A legtöbb közép-ázsiai muszlim a szunnita irányzat híve.
Az országokban török nyelveket beszélnek, kivéve Tádzsikisztánt, ahol az iráni tádzsik nyelvet beszélik.
Közép-Ázsia etnikailag igen változatos képet mutat, mongolok, kazakok, ujgurok, üzbégek, törökök, kirgizek, tádzsikok és türkmének alkotják a honos népek jelentős részét.

## Bibliográfia
- V. M. Masszon: Dzsejtun - Egy kőkori település Közép-Ázsiában - Bp.1978. Gondolat K. - ISBN 963-280-259-4
- Bakay Kornél (1997, 1998): Őstörténetünk régészeti forrásai. I. II. Miskolc;
- Erdélyi István, Sugár L. (1982): Ázsiai lovas nomádok. Gondolat, Budapest;
- Érdy M. (2001): A hun lovastemetkezések. Magyarországért, Édes Hazánkért Kiadó,  Székesfehérvár;
- von Gamber O. (1978): Waffe und Rüstunk Eurasiens. Klinkhardt und Biermann, Braunschweig;
- Ghirshman, R. (1964): Persia. From the Origins to Alexander the Great. Thames and Hudson, London;
- Götz László (1995): Keleten kél a Nap. Püski, Budapest;
- von Jettmar K. (1964): Die Frühen Steppenvölker. Baden-Baden;
- László Gyula (1974): A népvándorláskor művészete Magyarországon. Corvina, Budapest;
- Okladnyikov A. P., Martinov A. I. (1983): Szibériai sziklarajzok. Gondolat, Budapest;
- Prinz Gyula: Utazásaim Belső-Ázsiában. Budapest, 1911.
- Prinz Gyula: Ázsia szívében. Budapest, 1911.
- Rolle R. (1980): Die Welt der Skythen. Bucher, Luzern und Frankfurt;
- Szergej Rudenko (1953): Kultura  naszelenyija gornovo Altaja  v szkifszkoje vremja. Akagyemija Nauk Sz. Sz. Sz. R. Moszkva i Leningrad;
- Talbot-Rice, T. (1965): Ancient Arts of Central Asia, Thames and Hudson, New York;
- Tolsztov Sz.  P. (1950): Az ősi Chorezm. Hungária, Budapest

1. ↑  Világbank-adatbázis, 2024. október 22.